# Lucas Lucco
Lucas Lucco, nombre artístico de Lucas Corrêa de Oliveira (Patrocínio, 4 de abril de 1991) es un cantante, compositor y actor brasileño. El músico de Minas Gerais también trabaja ocasionalmente como modelo, roteiriza y dirige sus propios vídeos musicales, y ha sido un participante del programa Domingão do Faustão en la Dança dos Famosos, y reportero para un día en el programa CQC. A finales de 2015 asistió a un campeonato de CrossFit en Barra da Tijuca, Río de Janeiro, llamado P9 Games.

## Biografía y carrera
Nacido en Patrocínio, municipio de Minas Gerais, hijo del locutor Paulo Roberto de Oliveira y Karina Luiza Corrêa de Oliveira y hermano de Leandro Corrêa de Oliveira, que es un DJ, Lucas comenzó a cantar y aprender a tocar la guitarra a los 10 años, hizo su primera composición para 11 años llamados "50%". Su primera presentación fue también de 11 años en un festival en la escuela. Comenzó a trabajar con 13 años como mensajero, sucediendo carrera como vendedor en un centro comercial en Belo Horizonte y también como modelo profesional durante 5 años, donde se hizo conocido por el nombre de Lucas Corrêa e hizo varios ensayos fotográficos. También trabajó como promotor de eventos, y estudió hasta el cuarto periodo del curso de Publicidad en una universidad de Patos de Minas, pero decidió bloquear la universidad para dedicarse plenamente a su carrera, e incluso hizo parte de un trío sertanejo llamado "Skypiras".
Según el cantante, el encuentra inspiración para sus composiciones a través de su propia rutina y na de las personas, dice que no hay nada mejor que eso para decirle en las canciones lo que todo el mundo siente, por lo que acaban de identificación. Sus influencias de muchos artistas de la música sertaneja, con la más notable Zezé di Camargo y Luciano y Jorge e Mateus. Debido a la similitud en algunas canciones y visual, Lucco tiende a hacer muchas comparaciones con Gusttavo Lima.

### Inicio
El comienzo de la carrera musical de Lucas tuvo como principal hito de grabación de la canción "Amor Bipolar" en 2011, que fue lanzado el sitio web de videos de YouTube sin grandes pretensiones, hasta que el empresario Rodrigo Byça vio el video y en contacto con él. pocos días después de caer finalmente su carrera como modelo y entrar en la escena de la música, que fue patrocinado por el dúo Israel e rodolffo, y empezó a hacer shows juntos, y también grabó la canción "Previsões".
El primer gran éxito del cantante fue la música "Pra te fazer lembrar", en un tono romántico, y llegó a casi 10 millones de visitas en YouTube. Unos meses más tarde, lanzó dos nuevos accesos, los sencillos "Plano B" y "Pac Man", que fueron ejecutados por el mismo en festival "Caldas Country 2012", celebrado en Caldas Novas, Goiás. Con la alta difusión y popularidad de las canciones, decidió seguir un estilo más actual, llamado "arrocha": "Yo solía ser más romántico, entonces cuando vi que el Plano B, una arrocha, funcionó, quería componer más en esta estilo. Eu hizo también lo que me gustaría escuchar."
A mediados de 2012, Lucas lanzó su primer álbum, titulado "Nem Te Conto", que tiene dieciséis pistas, incluyendo las canciones prominentes mencionados y otros como "Na Horizontal" y "Nem Te Conto (Sogrão)". En marzo de 2013, Lucas Lucco lanzó su primer video musical oficial titulado "Princesinha", que superó el número de 4 millones de visitas en menos de 3 meses.
Su nombre artístico y la unión de 3 letras de su nombre con dos de su apellido: LUC = Lucas C = Corrêa O = Oliveira.

### Asociación con el dúo Fernando & Sorocaba
Tamaño repentino éxito del cantante hizo el dúo de cantantes y empresarios Fernando & Sorocaba lo invitan a unirse a la "FS Produções Artísticas". Además de ser parte de la oficina del consagrado duo, Lucas Lucco lanzó una canción con ellos, titulado "Foi Daquele Jeito", una regrabación de la canción original de lo duo Thaeme & Thiago, que también fueron patrocinados por FS Produções. Después del lanzamiento de este trabajo, Lucas comenzó a ser comparado con el cantante Ricky Martin, que considera ídolo; y fue llamado por diversos medios de comunicación como "la nueva estrella del pop de la música brasileña".
Su primer éxito después del lanzamiento del disco Nem Te Conto fue la canción "É Treta", que cuenta la ventaja de no salir. En marzo de 2013, Lucas Lucco lanzó la canción "Ninguém Podia Prever", después de la muerte de Chorão, el cantante de la banda Charlie Brown Jr.. A pesar de que los dos estilos musicales son diferentes, la canción fue bien recibida por el público, pero recibió algunas críticas que el propio cantante decidió responder: "La gente no creía que yo era un ventilador, estando los estilos musicales diferentes, pero la gente le gusta que era una forma para expresar mi amor".

### Actualmente
Lucas Lucco es actualmente de unos 25 shows por mes toma de éxito en todo Brasil, pero la mayoría de los conciertos tienen lugar en los estados de Minas Gerais y Goiás. Actualmente vive en la ciudad de Río de Janeiro. La participación de lo cantante en los medios de comunicación como la televisión y la radio son altos, y el cantante ha participado incluso del "Domingão do Faustão" en abril de 2014.
Su primer DVD, titulado "O Destino", se registró el 7 de abril de 2014, en el Patrocínio, Minas Gerais, su ciudad natal, con el público de más de 30.000 personas e intereses de Anitta, Fernando & Sorocaba y Maluma. Su álbum se puso a disposición para la preventa el 10 de julio por Itunes. Fue lanzado en DVD el 22 de julio de 2014.
El 27 de noviembre, del año 2015 lanzó su cuarto álbum (estudio tercera), titulado "Adivinha" con dos sencillos ya liberados antes, "Vai Vendo" y "Quando Deus Quer", tanto con los clips también se dio a conocer antes de que el álbum.

### La carrera internacional y la carrera de actor
Mirando la carrera internacional, Lucas Lucco ha grabado y cantado en sus conciertos canciones en español y en inglés.
En 2015 entró en la novela Malhação, temporada que se estrenó en agosto de 2015 interpretando Uódson. Según Lucas Lucco, él que ve más actor que cantante en el futuro.

## Discografía

### Álbumes de estudio
| Año  | Álbum |
| ---- | --- |
| 2013 | Nem Te Conto - Lanzamiento: 17 de diciembre de 2013 - Discográfica: Damasceno Music - Formato: CD, Descarga digital      |
| 2014 | Tá Diferente - Lanzamiento: 14 de enero de 2014 - Discográfica: Sony Music Entertainment - Formato: CD, Descarga digital |
| 2015 | Adivinha - Lanzamiento: 27 de noviembre de 2015 - Discográfica: Sony Music Entertainment - Formato: CD, Descarga digital |

### Álbumes en vivo
| Año  | Álbum |
| ---- | --- |
| 2014 | O Destino - Ao Vivo - Lanzamiento: 22 de julio de 2014 - Discográfica: Sony Music Entertainment - Formato: CD, DVD, Descarga digital |

### Sencillos
| Año  | Sencillo                       | Álbum                           |
| ---- | ------------------------------ | ------------------------------- |
| 2012 | «Princesinha" (com Mr. Catra)» | Nem Te Conto                    |
| 2012 | «Pra te Fazer Lembrar»         | Nem Te Conto                    |
| 2013 | «Mozão»                        | Tá Diferente                    |
| 2014 | «11 Vidas»                     | O Destino - Ao Vivo             |
| 2014 | «Destino»                      | O Destino - Ao Vivo             |
| 2015 | «Vai Vendo»                    | O Destino (Bonus Track Version) |
| 2015 | «Quando Deus Quer»             | Adivinha                        |
| 2015 | «Adivinha»                     | Adivinha                        |
| 2016 | «Batom Vermelho»               | Adivinha                        |
| 2016 | «Só Não Deixa Eu Tomar Birra»  |                                 |
| 2016 | «De Buenas»                    |                                 |
| 2017 | «Fé No Pai»                    |                                 |

### Giras musicales
| Año               | Gira musical        |
| ----------------- | ------------------- |
| 2013 - 2014       | «Turnê Lucas Lucco» |
| 2014 - 2015       | «Turnê Destino»     |
| 2015 - Actualidad | «Turnê Nova Era»    |

## Filmografía

### Televisión
| Año         | Título            | Personaje            | Cadena   |
| ----------- | ----------------- | -------------------- | -------- |
| 2014        | Dança dos Famosos | Él mismo (partícipe) | TV Globo |
| 2015 - 2016 | Malhação          | Uodson (Uood)        | TV Globo |

## Libros
| Año  | Título | Autor      | Editorial    | Nota                      |
| ---- | ------ | ---------- | ------------ | ------------------------- |
| 2014 | Anjos  | Máximo Jr. | Just Editora | Participación como modelo |